# 노브고로드 학살

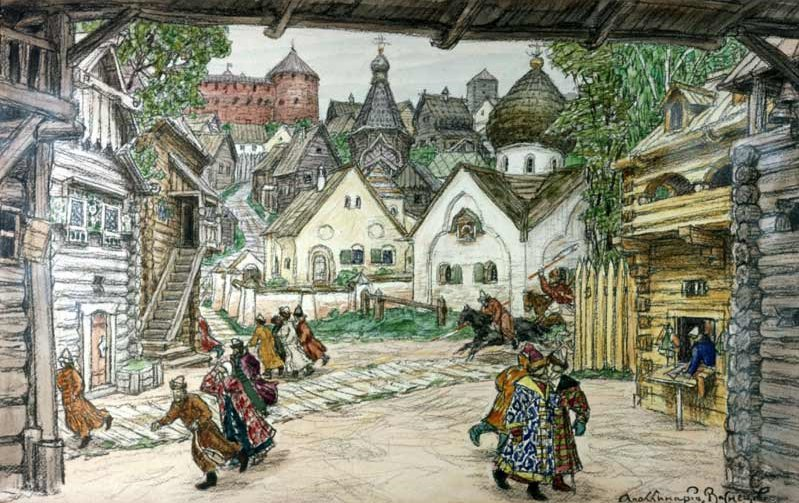
아폴리나리 바스네초프의 1911년 그림. 오프리치니키에게서 도망가는 시민들을 묘사했다.

노브고로드 학살(러시아어: Новгородский погром)은 1570년 이반 4세의 친위대 오프리치니키가 노브고로드시를 공격해 학살, 약탈을 자행한 사건이다. 이반 4세의 공포정치 오프리치니나 시기에 벌어진 사건들 중 가장 잔혹하고 규모가 컸던 사건으로 꼽힌다.
『노브고로드 제3연대기』에서는 5주 동안 학살이 진행되었다고 한다. 정확한 희생자 수는 정확하지 않다. 이름이 파악된 희생자는 1,505명이지만, 당대에 이름이 남을 정도였으면 제후였을 것이며 유산층 이하 시민들은 수 만명 단위로 학살되었을 것이다. 『프스코프 제1연대기』에는 60,000 여명이 죽었다고 기록했다. 서유럽 기록들에서는 최대 27,000 명으로 기록했다. 현대에는 최대 12,000 여명으로 추측한다. 루스인의 도시들 중 가장 유서깊은 도시였던 노브고로드는 이 때를 기점으로 폭삭 망해서 오늘날까지도 작은 마을 정도 규모에 머무르고 있다.

## 같이 보기
- 리보니아 전쟁